# 長久邸

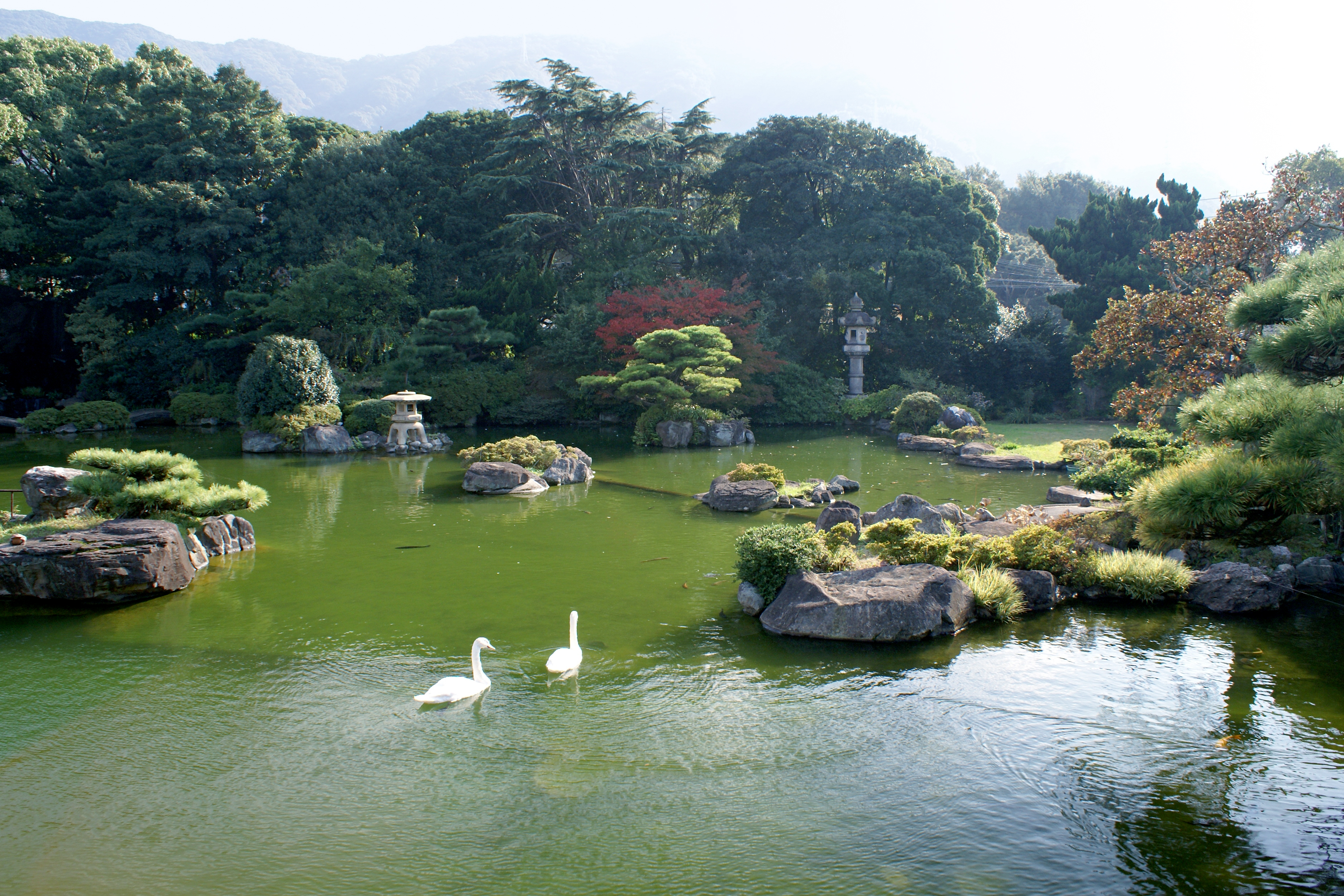
庭園

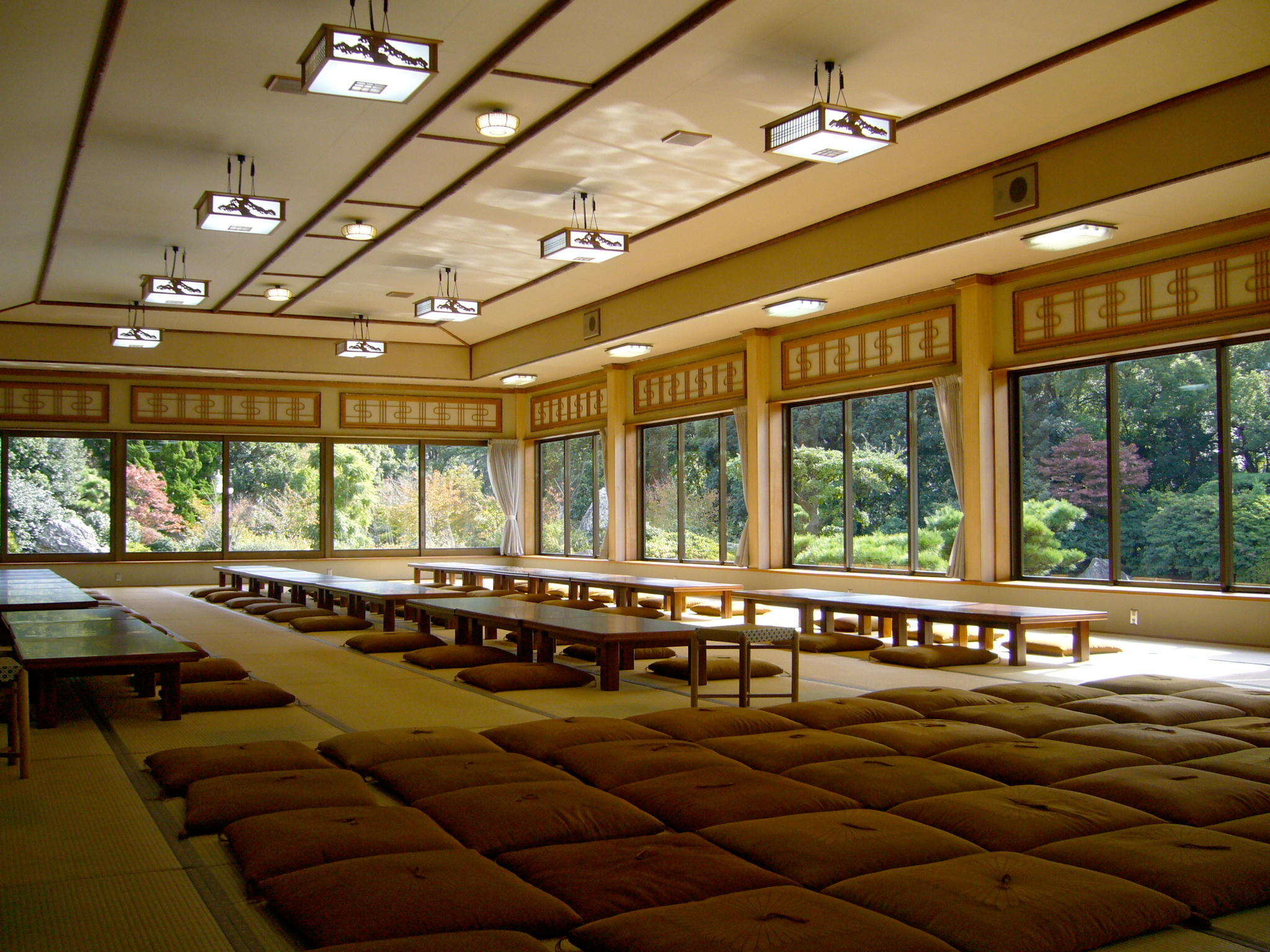
庭園を望む大広間

長久邸（ちょうきゅうてい）は、和歌山県海南市にある邸宅。広大な池泉式日本庭園があることで知られる。

## 概要
海南市の酒造メーカーである中野BCの敷地内にある邸宅で、創業者・中野利生の別邸として1958年に建設された屋敷と蔵を活用した資料館と、1952年に造られた約3,000m2の池を中心とする約10,000m2の泉水庭園とで構成される。
中野BCの清酒「長久」より、「長久邸」と名付けられた。庭園を望む120畳の大広間と資料館は一般に公開され、売店では地酒や梅ジュースの試飲ができる。

## 施設
- 仕込蔵
- 貯蔵庫
- 長久邸 - 昭和33年竣工の邸宅
- 資料館 - 伝統的な酒造りの道具等を展示する
- 長久庵 - ギフトショップ

## 利用情報
- 休館日 - お盆、年末年始
- 開館時間 - 9時～12時、13時～16時（予約制）
- 入館無料（要予約）
- 所在地 - 和歌山県海南市藤白758-45

## 交通アクセス
- 西日本旅客鉄道（JR西日本）紀勢本線（きのくに線）海南駅下車徒歩15分

## 周辺情報
- 温山荘園
- 藤白神社